# Burmesescorpiops groehni
Burmesescorpiops groehni – wymarły gatunek skorpiona z rodziny Palaeoeuscorpiidae. Jedyny z monotypowego rodzaju Burmesescorpiops.
Gatunek i rodzaj opisane zostały w 2016 roku przez Wilsona R. Lourenço na podstawie pojedynczego osobnika, prawdopodobnie niedorosłej samicy, zachowanego w bursztynie. Okaz pochodzi z dolnej kredy i znaleziony został w Birmie, w stanie Kaczin. Nazwa rodzajowa odnosi się do birmańskiego bursztynu i rodzaju Scorpiops, u którego występuje podobna budowa nogogłaszczków. Epitet gatunkowy nadano na cześć Carsten Gröhn.
Holotypowy skorpion ma długość 10,62 mm, ubarwiony jest żółto z jaśniejszym spodem i nieco rudożółtymi telsonem i piątym segmentem zaodwłoka. Środkowy wzgórek oczny położony przed środkiem karapaksu, ponadto dostrzeżono 2 oczy bocznych po prawej stronie. Grzebienie z 8 i 8 lub 8 i 9 ząbkami. Gruczoł w telsonie długi i gruszkowaty. Palce nogogłaszczków z 6–7 rządkami małych granulek. Udo nogogłaszczków z 5, a goleń z 4 żeberkami. Diagnoza rodzaju obejmuje również układ i liczbę trichobotriów na szczypcach nogogłaszczków.